# Gongora hirtzii
Gongora hirtzii är en orkidéart som beskrevs av Dodson och Norris Hagan Williams. Gongora hirtzii ingår i släktet Gongora och familjen orkidéer. Inga underarter finns listade i Catalogue of Life.